# Gang bang
La gang bang è una pratica sessuale in cui un soggetto, di sesso maschile o femminile, pratica attività sessuali con una moltitudine di partner, non necessariamente del sesso opposto. Si differenzia dall'orgia, ovvero dal sesso di gruppo, di cui costituisce una variante, perché in questo caso la relazione è uno a molti, nel senso che il soggetto protagonista della gang bang è al centro dell'attenzione di tutti gli altri partecipanti.

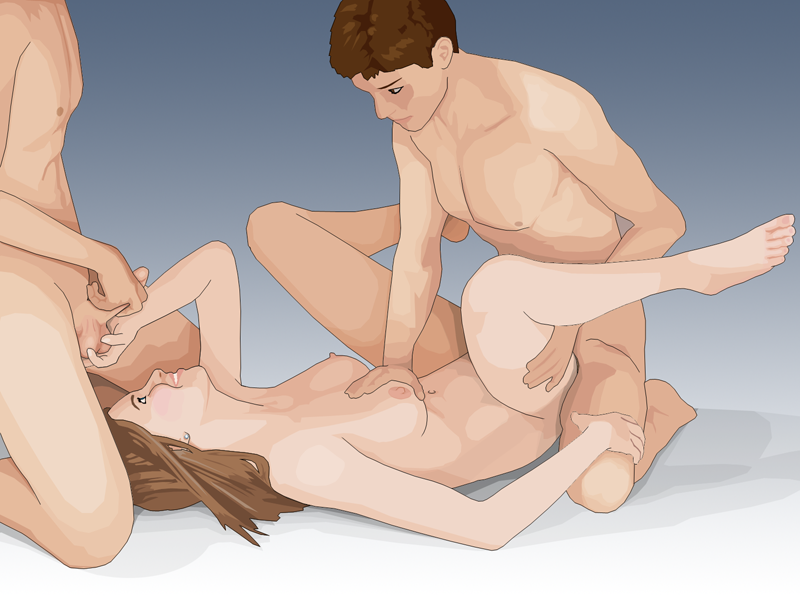
Due uomini durante una gang bang a una donna

Uno studio dei sessuologi Joan e Dwight Dixon ha rilevato che il 92% delle donne che partecipano a gang bang sono impegnate in relazioni, che nel 76% delle gang bang è presente il partner e che nel 55% delle gang bang il partner predispone l'ambiente e i partecipanti. Inoltre il 42% delle gang bang sono sempre videoregistrate e un altro 42% lo sono saltuariamente. Lo studio ha anche rilevato che con più frequenza è l'uomo a introdurre la propria partner a esperienze di gang bang, in alcuni casi con i suoi amici uomini in eventi sociali di qualche tipo.

## Etimologia
La parola gang bang è un neologismo segnalato nei dizionari al partire dal 1953, prima di questa data veniva utilizzato il termine gang-shag che è segnalato dal 1927 e significa letteralmente "banda/cricca del sesso". Il termine gang bang è un neologismo che significa letteralmente "banda/cricca del fottere".

## Caratteristiche

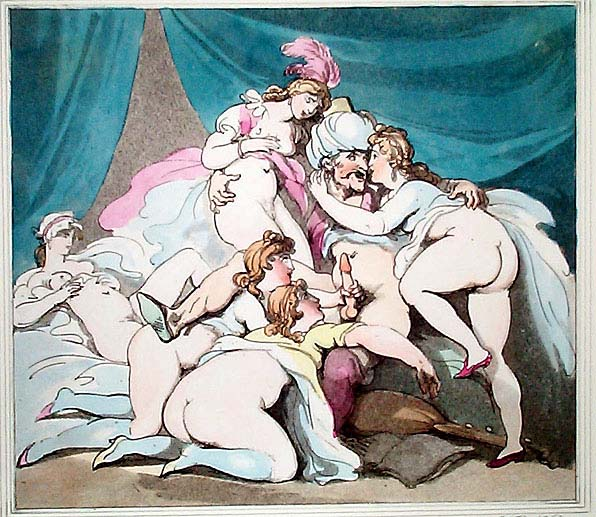
Gang bang di un uomo con più donne (stampa di Thomas Rowlandson: The Sultan)

La tipologia più comune di gang bang è quella che vede come protagonista una donna e come partecipanti un numero variabile di uomini, che si alternano nella penetrazione, oppure si rendono protagonisti di penetrazioni multiple o di altre pratiche sessuali, come il sesso orale, la masturbazione o il bukkake.
Quando il protagonista è un uomo, si parla di reverse gang bang (gang bang inversa). Nelle gang bang omosessuali partecipano soli uomini o sole donne.
Il 16 ottobre 2004 all'Eroticon di Varsavia l'attrice pornografica Lisa Sparxxx ha realizzato la più grande gang bang conosciuta, coinvolgendo 919 uomini e battendo il precedente record detenuto dalla sua collega Houston, che il 6 febbraio 1999 aveva fatto sesso con 620 uomini. Nel 1996 l'attrice pornografica Jasmin St. Claire aveva dato vita a una gang bang con 300 uomini e 251 uomini avevano partecipato nel 1995 a quella con l'attrice pornografica singaporiana Annabel Chong.